# Kalvtjärnen (Kalls socken, Jämtland, 707056-134529)
Kalvtjärnen är en sjö i Åre kommun i Jämtland och ingår i Indalsälvens huvudavrinningsområde. Kalvtjärnen ligger i Skäckerfjällen Natura 2000-område.